# 2488 Bryan
2488 Bryan este un asteroid din centura principală, descoperit pe 23 octombrie 1952 de Goethe Link Obs..